# 주파수 체배기
주파수 체배기(frequency multiplier)는 일렉트로닉스에서 신호를 출력하면서 해당 출력 진동수가 입력 주파수의 고조파인 전자 회로이다. 주파수 체배기는 입력 신호를 왜곡하여 그 결과 이력 신호의 고조파를 생성하는 하나의 비선형 회로로 구성된다. 대역 필터는 원하는 고조파를 선택하고 원치 않는 기타 고조파를 출력에서 제거한다.
고주파 체배기는 비선형 광학에도 사용된다. 결정의 비선형 왜곡은 레이저빛의 고조파를 생성하기 위해 사용할 수 있다.